# 英烈千秋
《英烈千秋》，為1974年出品的台灣電影，製片者為中央電影公司，拍攝製作地點大部分在臺北市士林區一帶，而少數戰場場景在1970年代初的后里台地(時稱月眉)，導演為丁善璽。

## 演員
- 柯俊雄 飾 張自忠
- 甄珍 飾 張廉雲
- 陳莎莉 飾 李敏慧
- 宗華
- 田深
- 顏文宗
- 曹健 飾 秦德純
- 崔福生 飾 宋哲元
- 葛香亭
- 田野 飾 板垣征四郎
- 苗天 飾 松井太久郎

## 劇情
該片內容為中國二戰將領張自忠的傳記電影，而柯俊雄正是飾演自殺陣亡的張自忠，陳莎莉及甄珍分飾其妻女。反派主角－北平特務機官長松井太久郎由苗天主演；另一敵將板垣征四郎則由田野主演。
該片為蔣經國內閣的政戰幕僚王昇中將會同電影人梅長齡製作的台灣首部政宣電影，也是1970年代中期抗日電影的第一齣大型製作。因為1972年中日已然斷交，抗日題材蔚為風潮，因此這種題材當時頗受臺灣市場歡迎。之後，政府經營的臺灣無線電視常常於各種節日播放該影片。

## 獎項
- 第21屆亞洲影展最佳男主角獎（柯俊雄）獲獎。

## 外部連結
- 開眼電影網上《英烈千秋》的資料（繁體中文）
- 香港影庫上《英烈千秋》的資料（繁體中文）
- 时光网上《英烈千秋》的資料（简体中文）
- 豆瓣电影上《英烈千秋》的資料 （简体中文）
- AllMovie上《英烈千秋》的资料（英文）
- 互联网电影数据库（IMDb）上《英烈千秋》的资料（英文）